# جيمس لوتون كولينز
جيمس لوتون كولينز (بالإنجليزية: James Lawton Collins)‏ هو عسكري أمريكي، ولد في 10 ديسمبر 1882 في نيو أورلينز في الولايات المتحدة، وتوفي في 30 يونيو 1963 في واشنطن العاصمة في الولايات المتحدة.